# Capo San Marco
Capo San Marco è un promontorio nella parte meridionale della penisola del Sinis che chiude a nord il golfo di Oristano, in Sardegna. Questo lembo di terra è orientato sull'asse Nord-Sud, e termina con una scogliera a picco, ove è situato il faro di Capo San Marco.

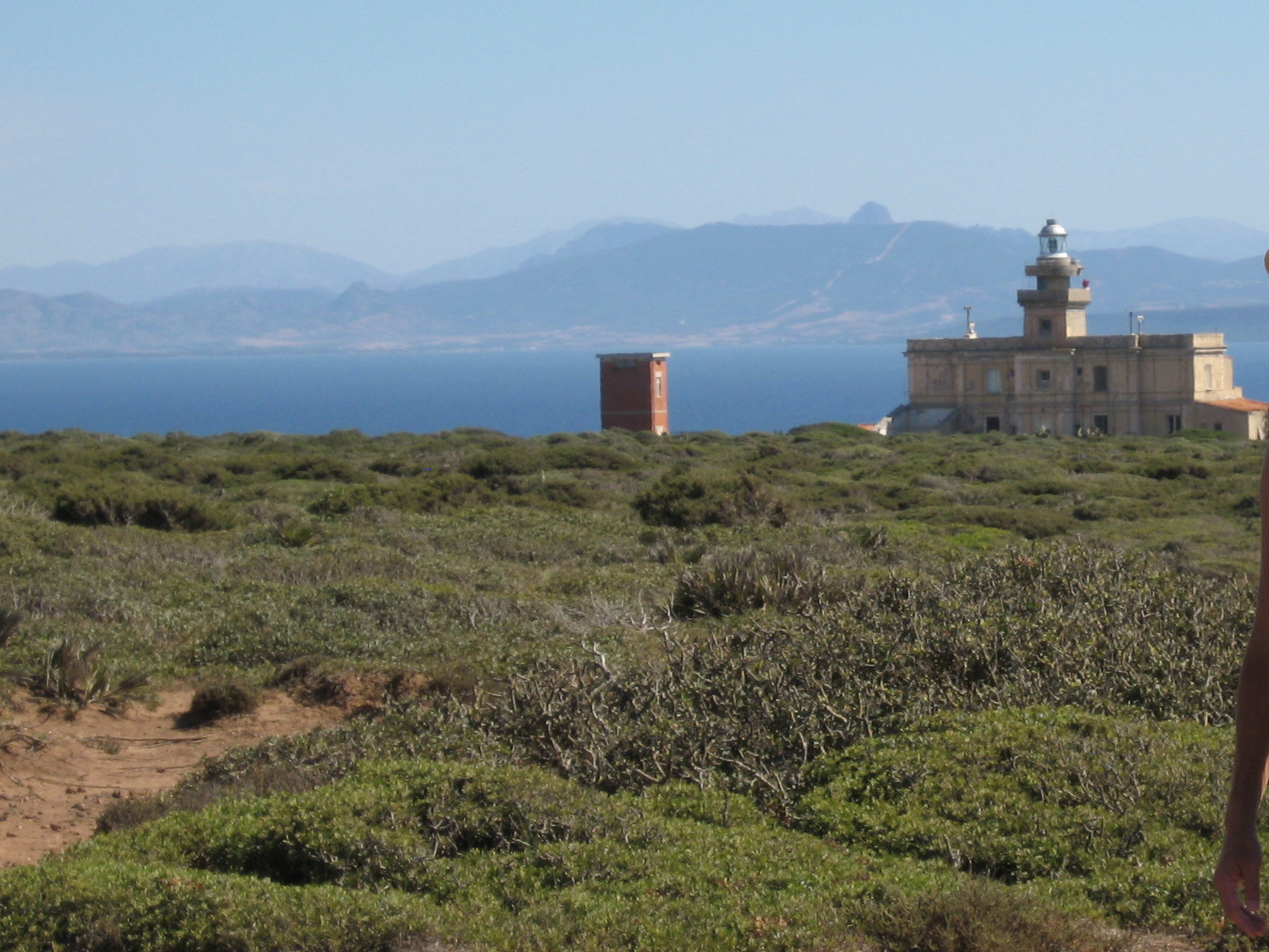
il faro da terra

Appartiene all'Area marina protetta del Sinis, nel territorio del comune di Cabras, è luogo di antichi insediamenti, è noto anche per la bellezza del paesaggio, come per la naturalezza dei piccoli porticcioli ricavati lungo la sponda orientale, riparata dalle mareggiate e dal maestrale.

## Accesso via terra

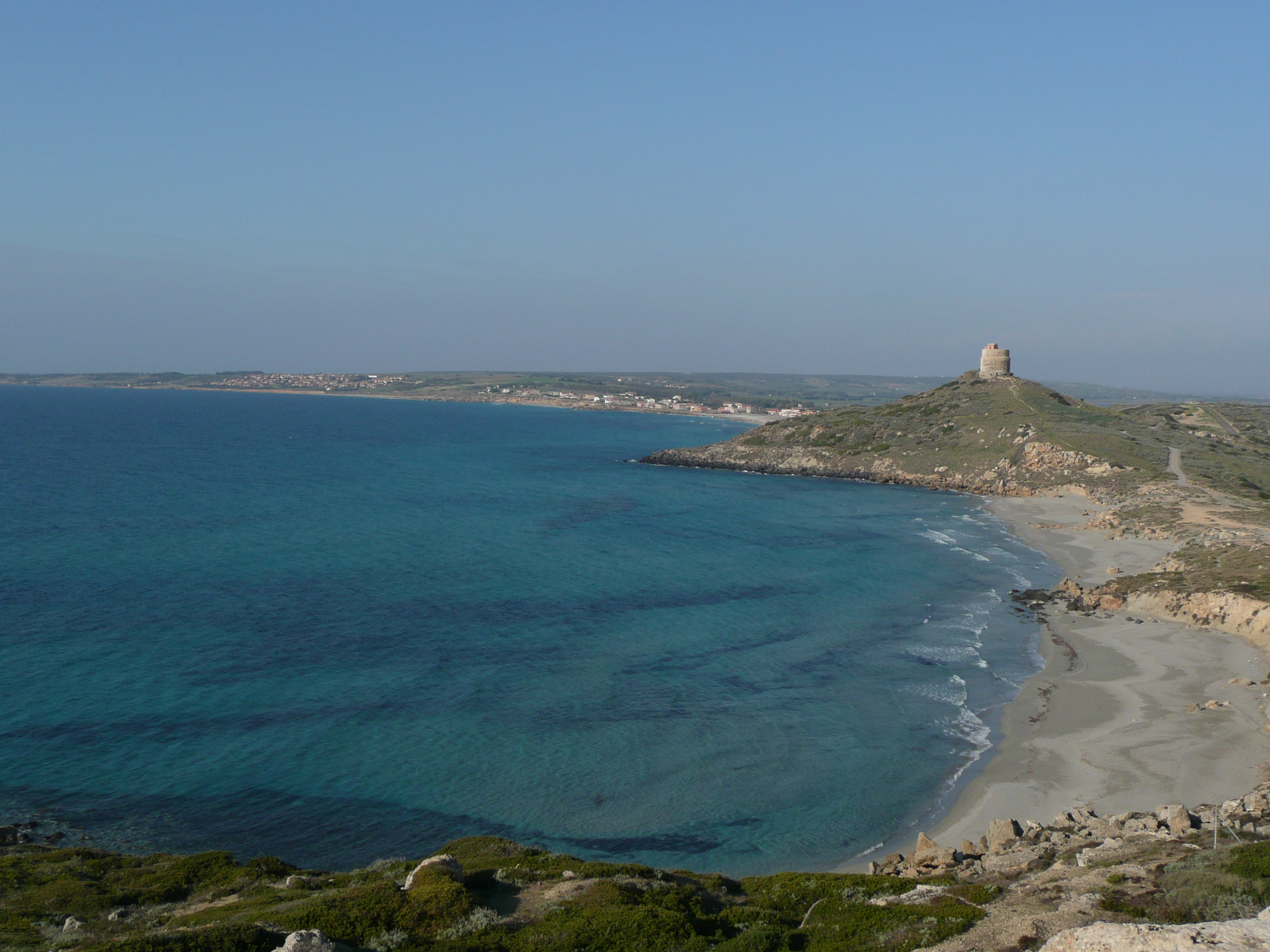
le spiagge ad ovest

Partendo dal villaggio di San Giovanni di Sinis, dopo una zona dedicata al parcheggio delle auto e alle baracche della ristorazione, si trovano le note rovine della città fenicia di Tharros. Nella zona del parcheggio, nel 2008, era ancora visibile l'ultima capanna dei pescatori fatta di canne ancora tenuta in piedi. Originariamente, le capanne erano molte di più, ma il villaggio si è trasformato in muratura nel corso del secolo scorso.
Proseguendo a piedi (o nei mesi estivi, con un trenino turistico), si passa davanti alla torre e alla necropoli fenicia, e dopo una ripida salita, attraversando una zona di macchia mediterranea o meglio Oleo-Ceratonion costiera, si giunge al faro.
La maggior parte dei visitatori si fermano appena prima o appena dopo la torre, dove due ampie spiagge accolgono turisti e bagnanti, tra rovine romane, cocci secolari e gigli di mare.

## Accesso via mare
Da sud-est, quasi all'estremità del promontorio vi è un piccolo molo, che negli anni 2007-2008 è stato attrezzato, nel periodo estivo, dalla Provincia di Oristano con delle boe per l'ormeggio. Le boe servono a ridurre i danni causati dalle ancore alla prateria di posidonia che si trova sul fondo.
Anche da ovest, la Provincia ha creato dei corridoi per l'accesso alla spiaggia.

## Da vedere in mare
Il mare attorno a capo San Marco offre spunti interessanti sia per chi nuota a pelo d'acqua (snorkeling), sia per le immersioni in subacquea.
Abitatore abituale delle praterie di P. oceanica è il bivalve Pinna nobilis, comunemente detto nacchera, facilmente visibile a pochi metri dalla costa, dal lato orientale, ossia nel Mare Morto.
Dal lato opposto, verso il mare aperto, sempre a pochi metri dalla costa, vi sono degli scogli ricchi di vita: avannotti di castagnola, bavose colorate, orate, saraghi e qualche scorfano di scoglio.

## Curiosità
- Nel faro di Capo San Marco e nella zona circostante è stato girato il film Una piccola impresa meridionale di Rocco Papaleo[1].

## Galleria d'immagini

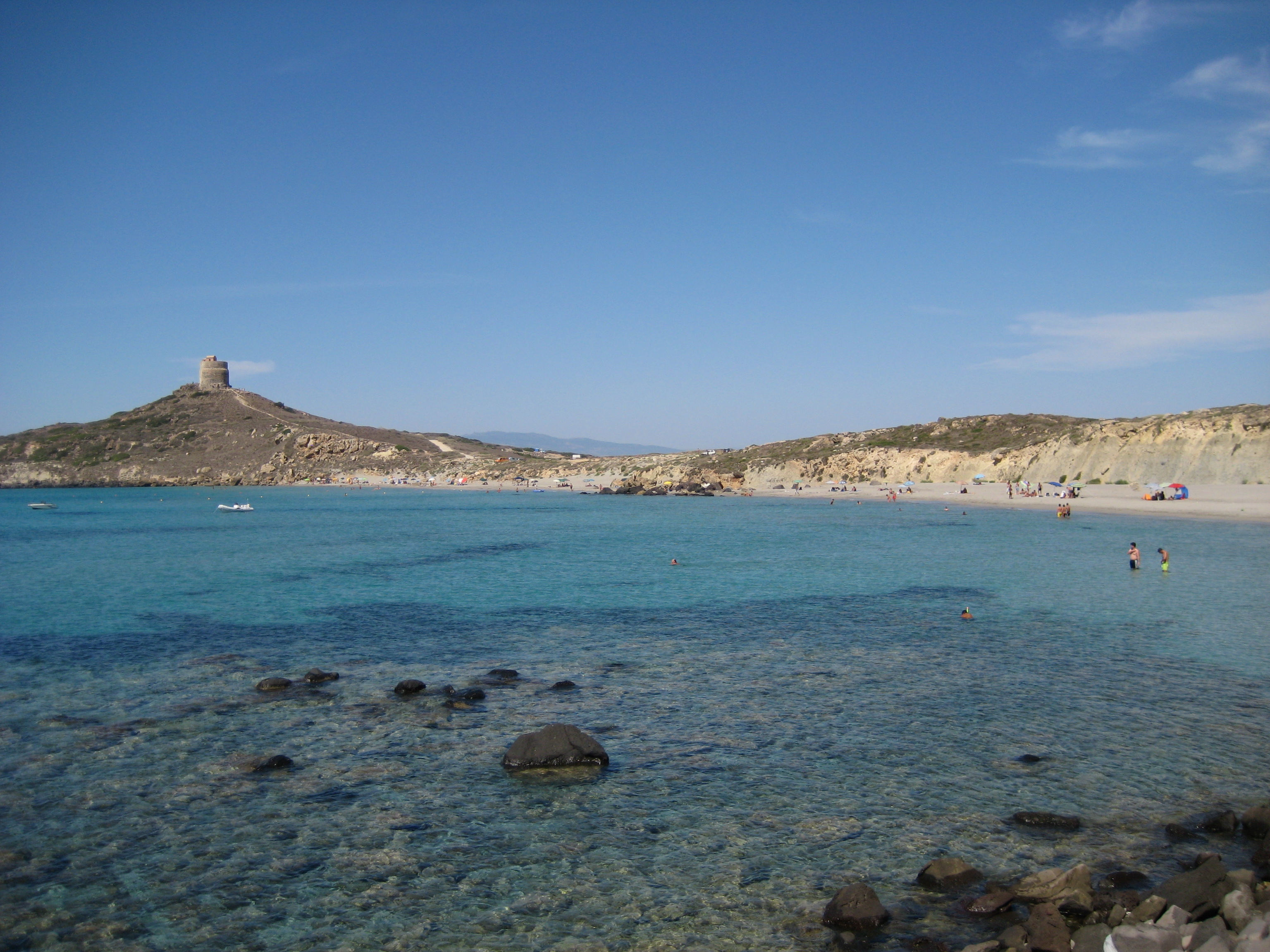
ancora le spiagge ad ovest
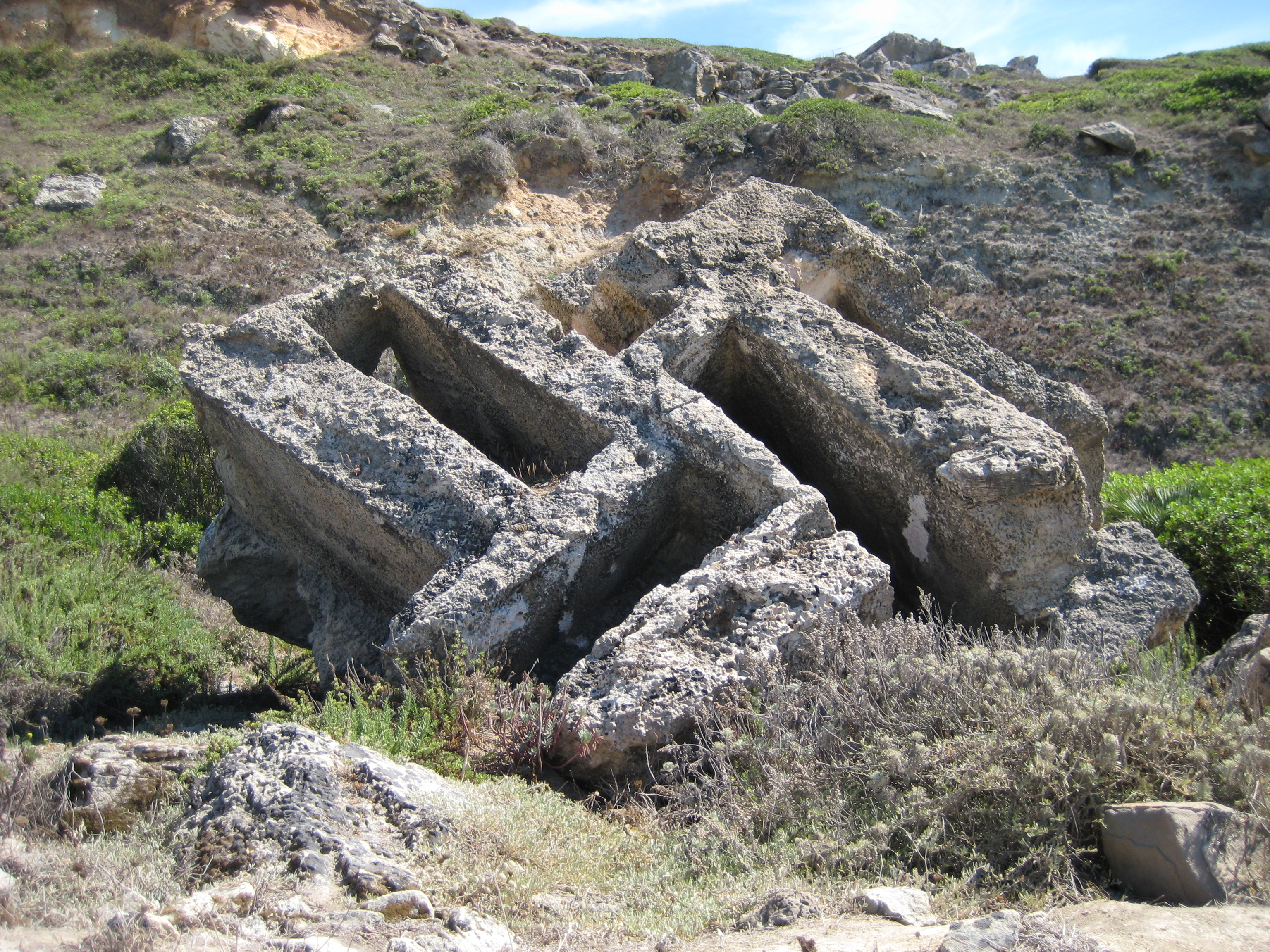
un pezzo di necropoli
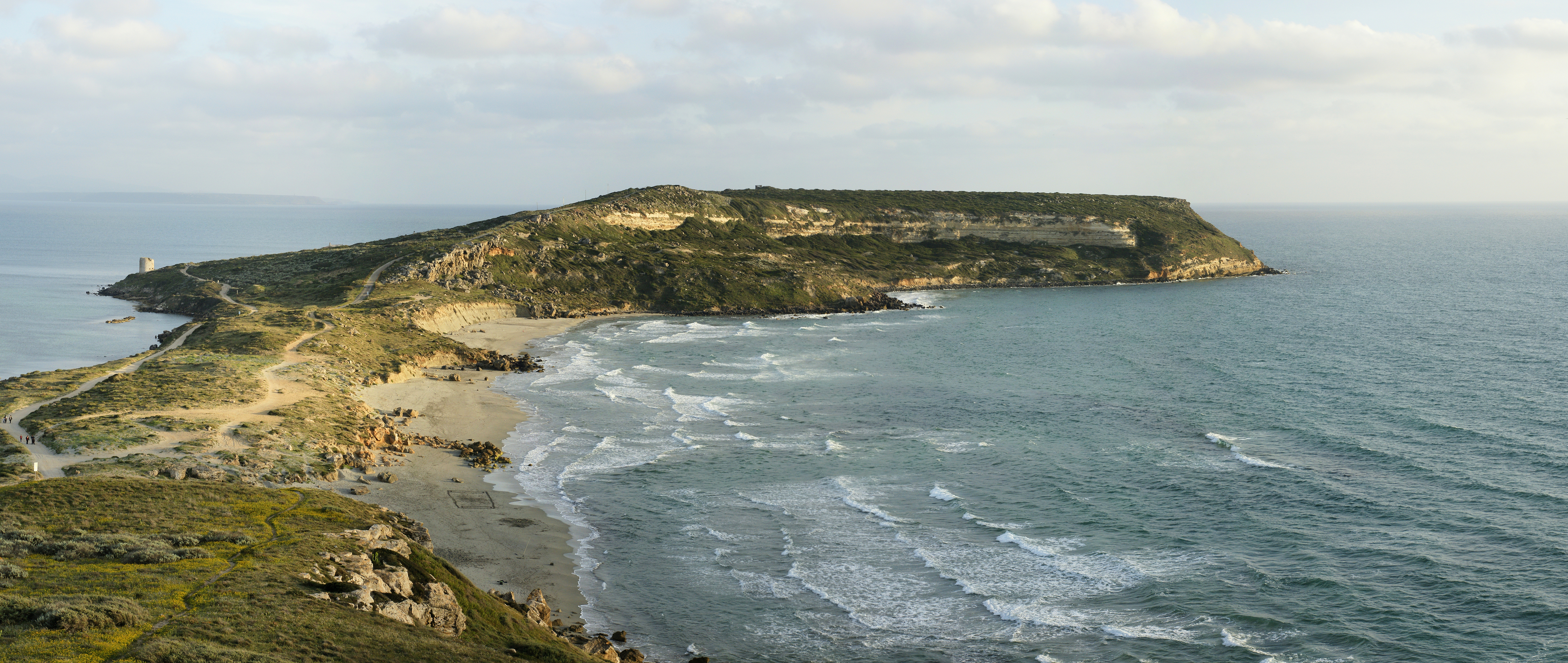